# Nancy McEldowney

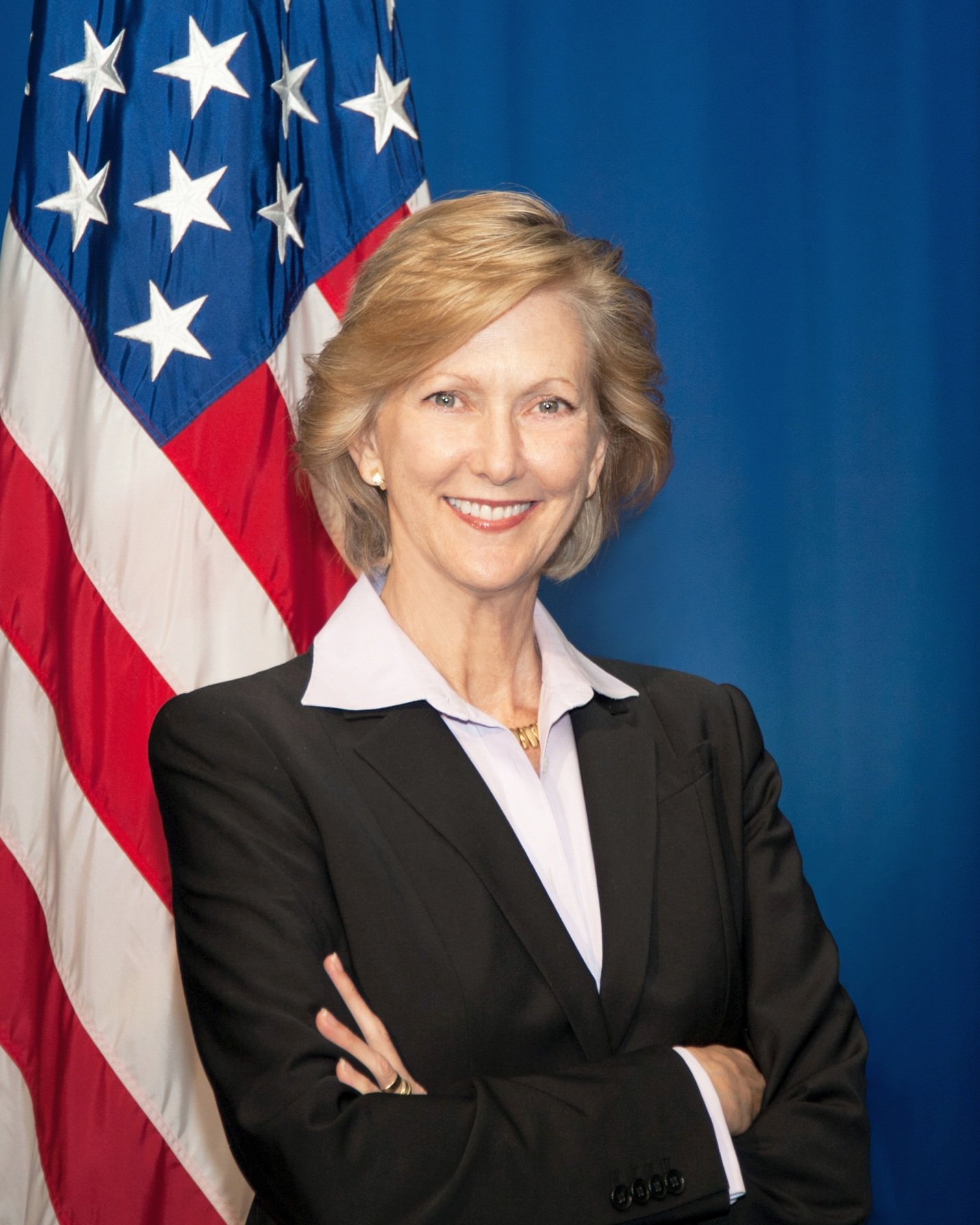
Nancy McEldowney (2013)

Nancy Eileen McEldowney (* 6. Oktober 1958 in Clearwater, Florida) ist eine ehemalige US-amerikanische Diplomatin, die unter anderem zwischen 2008 und 2009 Botschafterin der Vereinigten Staaten in Bulgarien, von 2013 bis 2017 Direktorin des Foreign Service Institute sowie zwischen 2021 und 2022 als National Security Advisor to the Vice President Nationale Sicherheitsberaterin von US-Vizepräsidentin Kamala Harris war.

## Leben
Nancy Eileen McEldowney, Tochter von Patsy Schamber, begann nach dem Besuch der High School in ihrer Geburtsstadt Clearwater 1976 ein grundständiges Studium am New College of Florida, das sie mit einem Bachelor of Arts (BA) beendete. Ein postgraduales Studium an der Columbia University schloss sie mit einem Master of Arts (MA) ab und absolvierte zudem einen Studiengang an der National Defense University (NDU). Sie trat als Foreign Service Officer in den diplomatischen Dienst des Außenministeriums und war während ihrer Laufbahn unter anderem Direktorin für Europa-Angelegenheiten im Nationalen Sicherheitsrat NSC (National Security Council). Nachdem sie von 2001 bis 2005 als Deputy Chief of Mission Ständige Vertreterin und Stellvertreter des Botschafters in Aserbaidschan war, fungierte sie zwischen 2005 und 2008 als Ständige Vertreterin und Stellvertreterin des Botschafters in der Türkei.
Am 2. Mai 2008 wurde Nancy McEldowney zur Botschafterin der Vereinigten Staaten in Bulgarien ernannt und übergab dort am 26. August 2008 als Nachfolgerin von John Beyrle ihre Akkreditierung. Sie verblieb auf diesem Posten bis zum 30. Juli 2009 und wurde daraufhin von James B. Warlick Jr. abgelöst. Am 19. Februar 2013 wurde sie als Nachfolgerin von Ruth A. Whiteside zur Direktorin des Foreign Service Institute (FSI) ernannt, die Grundausbildungseinrichtung für Mitarbeitende der US-Regierung, die Diplomaten und andere Fachleute darauf vorbereitet, die außenpolitischen Interessen der USA im Ausland zu vertreten. Dieses Amt hatte sie bis zum 30. Juni 2017 inne, woraufhin Daniel Bennett Smith ihr Nachfolger wurde.
Zuletzt wurde Nancy McEldowney am 20. Januar 2021 als National Security Advisor to the Vice President Nationale Sicherheitsberaterin von US-Vizepräsidentin Kamala Harris. Diese Position bekleidete sie bis zum 21. März 2022 und wurde danach von Philip Gordon.
Gemeinsam mit ihrem Ehemann, einem früheren Piloten der US Air Force, hat sie zwei Adoptivtöchter.